# نظم تحت يومي

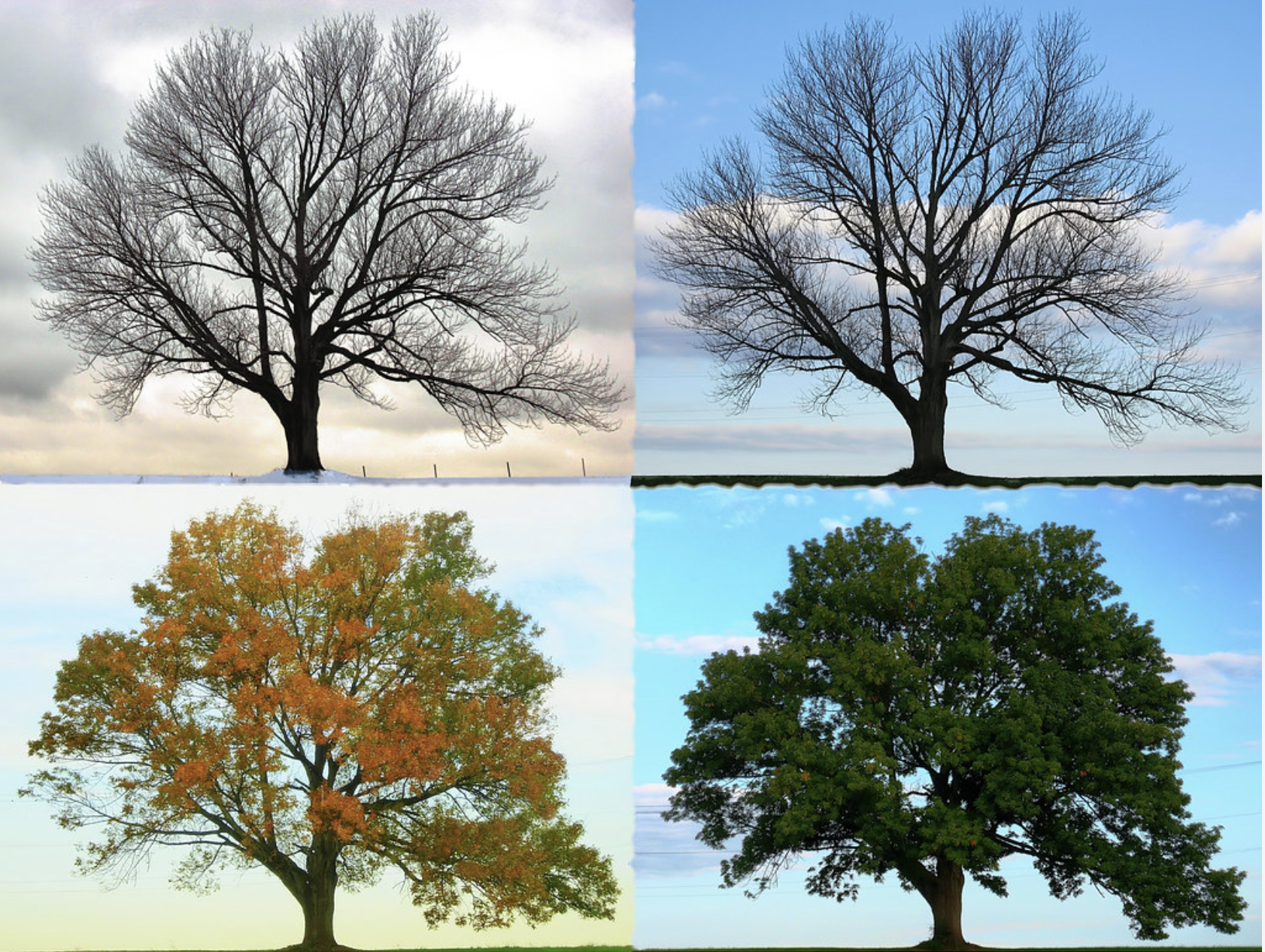
تعاقب الفصول الأربعة هو نظام تحت يومي لأن فترته (3 أشهر) أكثر من 24 ساعة

النَظْم تَحْتَ اليومي هو نظم بمدة أطول من مدة النظم اليومي، وهذا يعني تكرارًا أقل من دورة واحدة في 28 ساعة، مثل الطمث أو الحضانة أو المد والجزر أو النُظُم الموسمية مثل تغير النبات حسب الفصول وعلى العكس من ذلك، يشير النظم فوق اليومي إلى النُظُم ذات الفترات الأقصر من فترات النظم اليومية.

## النُظُم تحت اليومية في الطمث

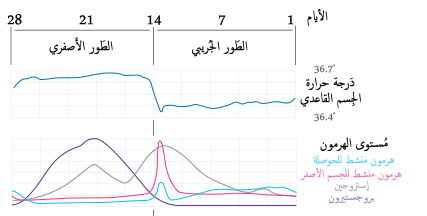
إيقاع تحت يومي (أي أكثر من 24 ساعة وهنا 28 يوم) في درجة حرارة الجسم والهرمونات التناسلية عند النساء

تُعد الدورة الشهرية في الإنسان مثالاً على النظم تحت اليومي، والتي يتم التحكم في توقيتها بواسطة الدورات الحيوية داخلية المنشأ (الداخلية) وربما أيضًا بواسطة الإشارات الخارجية (المزامنات). قد تكون الإشارة الخارجية الواحدة هي إنتاج فيرومون أنثوي، والذي قد يزامن بين الدورات الشهرية لنساء وبين نساء أخريات على تقارب شديد منهن لفترة ممتدة من الزمن. ويُسمى هذا بتأثير المسكن أو أثر ماكلنتوك (McClintock).